# Campeonato Paraibano Segunda Divisão
Il Campeonato Paraibano Segunda Divisão è il secondo livello calcistico nello stato della Paraíba, in Brasile.

## Stagione 2021
- Auto Esporte (João Pessoa)
- Confiança (Sapé)
- CSP (João Pessoa)
- Desportiva Guarabira (Guarabira)
- Femar (Bayeux)
- Internacional (João Pessoa)
- Picuiense (Picuí)
- Queimadense (Alagoinha)
- Sabugy (Campina Grande)
- Serrano (Campina Grande)
- Sport Lagoa Seca (Lagoa Seca)

## Titoli per squadra
| Squadra               | Città          | Titoli |
| --------------------- | -------------- | ------ |
| Esporte de Patos      | Patos          | 4      |
| CSP                   | João Pessoa    | 2      |
| Internacional         | Santa Rita     | 2      |
| Santa Cruz            | Santa Rita     | 2      |
| Atlético Cajazeirense | Cajazeiras     | 2      |
| Auto Esporte          | João Pessoa    | 1      |
| Atalaia               | Bananeiras     | 1      |
| Desportiva Guarabira  | Guarabira      | 1      |
| Lucena                | Lucena         | 1      |
| Miramar               | Cabedelo       | 1      |
| Nacional de Cabedelo  | Cabedelo       | 1      |
| Nacional de Patos     | Patos          | 1      |
| Ouro Velho            | Ouro Velho     | 1      |
| Paraíba               | Cajazeiras     | 1      |
| Queimadense           | Queimadas      | 1      |
| Santos                | João Pessoa    | 1      |
| Serrano               | Campina Grande | 1      |
| Sousa                 | Sousa          | 1      |
| Sport Lagoa Seca      | Lagoa Seca     | 1      |
| Serra Branca          | Campina Grande | 1      |
| Vila Branca           | Solânea        | 1      |

## Campeonato Paraibano Terceira Divisão
| Anno | Campione (città)                |
| ---- | ------------------------------- |
| 1961 | Vera Cruz (João Pessoa)         |
| 1962 | Botafogo de Cabedelo (Cabedelo) |
| 2021 | Spartax (João Pessoa)           |